# Ventrilo

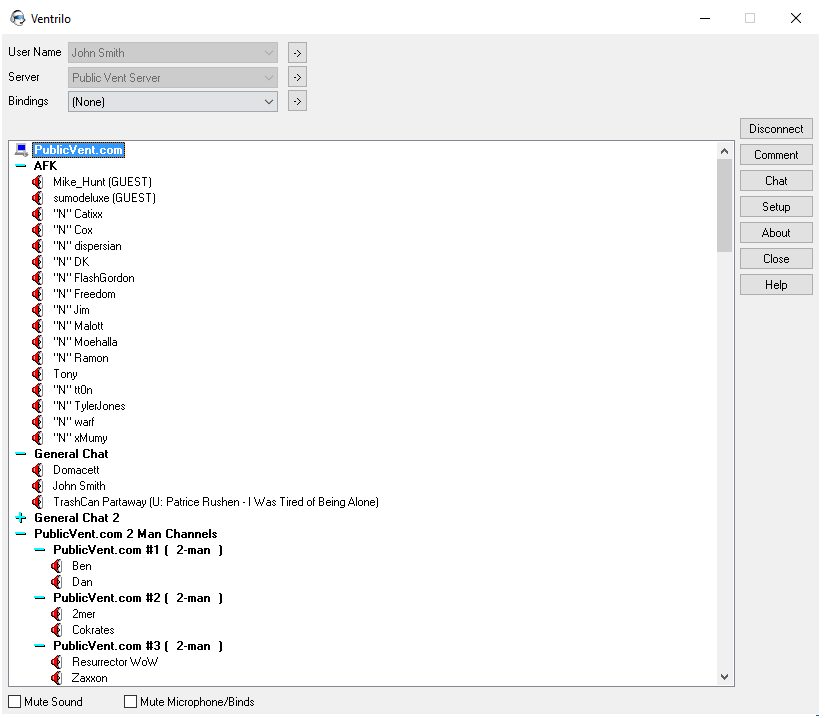
Ventrilo unter Windows 10

Ventrilo ist eine proprietäre Sprachkonferenzsoftware, die den Benutzern ermöglicht, über das Internet oder ein LAN miteinander zu kommunizieren. Das Programm wird von Flagship Industries vertrieben und findet vor allem parallel zu Online-Spielen Anwendung.

## Nutzung
Ventrilo wurde anfangs in den USA bevorzugt von Profi-Spielern eingesetzt, inzwischen fand die Software auch in anderen Bereichen und Ländern, darunter auch in Deutschland, große Verbreitung.
Ventrilo verfügt über eine Anzahl von Sprachcodecs, der Standard ist GSM. Durch die Auswahl eines Codecs mit entsprechend hoher Datenkompressionsrate kann eine sehr geringe Auslastung der zur Verfügung stehenden Netzwerk-Bandbreite erzielt werden. Dies ist wichtig, um in Online-Spielen sogenannten Lags vorzubeugen, ein Vorteil, der mit der Verfügbarkeit schneller Breitbandleitungen jedoch stark an Bedeutung verloren hat.
Diese Verwendung inspirierte den schwedischen Künstler Basshunter zu seiner Hitsingle „Vi sitter i Ventrilo och spelar DotA“ aus dem Jahr 2006.

## Versionen und Lizenz
Die aktuelle Programmversion ist 3.0.8 (Windows) bzw. 3.0.13 (Mac OS X). Zum Betrieb wird ein Server benötigt, auf dem sich die Clients einloggen können.
Mit der Veröffentlichung der Version 2.1.2 hat Flagship Industries die Softwarelizenz so geändert, dass die Freeware-Version des Servers maximal acht Benutzer („Slots“) zur selben Zeit zulässt. Zwar bietet Flagship Industries die Möglichkeit, eine „Pro“-Lizenz zu erwerben, allerdings ist dies großen Hosting-Firmen vorbehalten. Die Vergabe weiterer Pro-Lizenzen ist offenbar durch exklusive Verträge mit verschiedenen Hostern nicht mehr angedacht. Die Nutzung einer älteren Version der Software ist ein Verstoß gegen den Lizenzvertrag.